# 울루그 베그
미르자 무함마드 타라가이 빈 샤루흐 울루그 벡(1392년 8월 31일 술타니야에서 태어나 1449년 8월 31일 죽음. 재위 1447년~1449년; 우즈베크어: Mirzo Muhammad ibn Shohruh ibn Temur Ulug'bek Ko'ragon; 페르시아어: میرزا محمد طارق بن شاہرخ الغ‌بیگ), 속칭 울루그 벡 혹은 울루그 베그는 티무르 왕조의 군주였다. 그는 테무르의 4남, 샤 루흐의 맏아들이다. 울루그 벡이라는 명칭은 별명으로, 대략 ‘위대한 통치자’라 옮길 수 있는데, 이 칭호는 그의 할아버지 테무르가 가졌던 칭호들 중 하나였던 ‘아미리 카비르’(Amīr-e Kabīr)를 투르크어로 옮긴 것이다. 그는 티무르 제국의 문화계의 황금기를 이끌었다. 그러나 군주로서의 재간이 부족했기 때문에 내란이 끊이지 않았고 재위 불과 2년 8개월 만에 살해당했다.
문화인이며 동시에 뛰어난 수학자·천문학자·역사학자로서 학자·예술가들을 우대하고 학문·예술을 보호 장려했기 때문에 수도 사마르칸트는 이슬람 학예(學藝)의 중심지로서 번영했다. 울루그 벡 스스로도 구면 기하학이나 삼각법 등 천문역산학에 대한 저술을 남겼기 때문에 유명하다. 1424년부터 1429년까지 그는 사마르칸드에 거대한 천문대를 만들었다.

## 어린 시절
울루그 벡은 정복자 테무르(태멀레인)의 손자이자 샤 루흐의 맏아들이다. 그의 어머니는 투르크계 귀족인 가우하르샤드다. 울루그 벡은 페르시아의 술타니야에서 태어났다. 어린 시절 그는 그의 할아버지의 원정을 따라 중동과 인도를 떠돌았다. 그러나 테무르의 죽음 그리고 그의 아버지, 샤 루흐가 티무르 제국의 대부분을 차지하게 됨에 따라 그는 그 제국의 수도, 사마르칸드에 정착했다. 1409년, 샤 루흐가 그의 수도를 헤라트로 옮기자 당시 16세였던 울루그 벡은 사마르칸드의 총독이 되었다. 1411년, 그는 마 와라 알나흐르(트란스옥시아나) 전역의 지배자가 되었다.

## 통치자로서의 울루그 베그

### 사마르칸드의 통치자
바실리 바르톨드는 샤 루흐와 울루그 베그가 공동으로 트란스옥시아나를 지배했다고 묘사했으나, 근래의 많은 학자들이 이에 의문을 표했다. 샤 루흐는 티무르 가문의 여러 왕자들에게 트란스옥시아나 남부의 지배권을 주는 방식으로 울루그 베그의 지배권을 제한했다.
샤 루흐의 치세 초기에 카슈가르 지방이 모굴리스탄 칸국의 통제하에 들어갔다. 샤 루흐는 꾸준히 울루그 베그에게 이 지방을 탈환할 것을 종용했다. 울루그 베그는 몇 차례의 원정에서 모굴리스탄에 지나치게 깊이 진군하기는 했으나, 1414년에 결국 카슈가르 지역을 탈환했다. 이후 샤 루흐와 울루그 베그는 모굴리스탄 칸국의 복잡한 정치에 염증을 느끼며, 그것에 개입하기를 꺼렸다. 1425년, 샤 루흐는 티무르를 본받아 울루그 베그에게 모굴리스탄에 대한 원정을 감행할 것을 명령했다. 울루그 베그는 차가타이 가문의 시르 무함마드에게 패배를 안겼다. 두글라트 가문의 수장이자 칸 옹립자인 동시에 카쉬가르와 야르칸드를 지배하던 후다이다드는 무슬림으로서의 신앙심 때문에 울루그 베그에게 협조했는데, 이식쿨 동북방의 차린 강 너머에서 그에게 합류했다. 울루그 베그는 이 원정의 와중에 이리 강 상류지방에서 거대한 경옥 2개를 사마르칸드로 가지고 와서 티무르의 묘석으로 사용했다.
울루그 베그는 괴뢰 칸을 사마르칸드에 상징적인 군주로 모셨다고 하여 투르크·몽골적 전통에 깊이 매료된 군주로 여겨진다. 그러나 이러한 기록은 울루그 베그의 시대로부터 긴 시간이 흐른 뒤에 쓰여진 무함마드 하이다르 두글라트의 《라시드의 역사》에 최초로 등장하며, 울루그 베그 당대의 사료에서 이와 관련된 기록은 등장하지 않는다.

### 통일 티무르 왕조의 마지막 지배자
1447년 3월 2일, 샤 루흐가 죽자 울루그 베그가 그 지위를 계승했다. 이후 울루그 베그는 자신이 발행하는 동전에 할아버지, 티무르의 이름을 덧붙였다.
그러나 1449년에 발흐에서 반란을 일으킨 아들, 압둘 라티프에 의해 감금되었는데, 압둘 라티프는 1449년 10월 27일에 울루그 벡을 처형했다. 소련의 조사에서 울루그 베그의 유골은 머리와 몸통이 따로 있었던 것이 발견됨으로써 그의 비극적인 최후가 실증되었다. 울루그 베그의 죽음으로 티무르 가문의 내전기가 다시금 도래하였다.

## 문화에 대한 기여

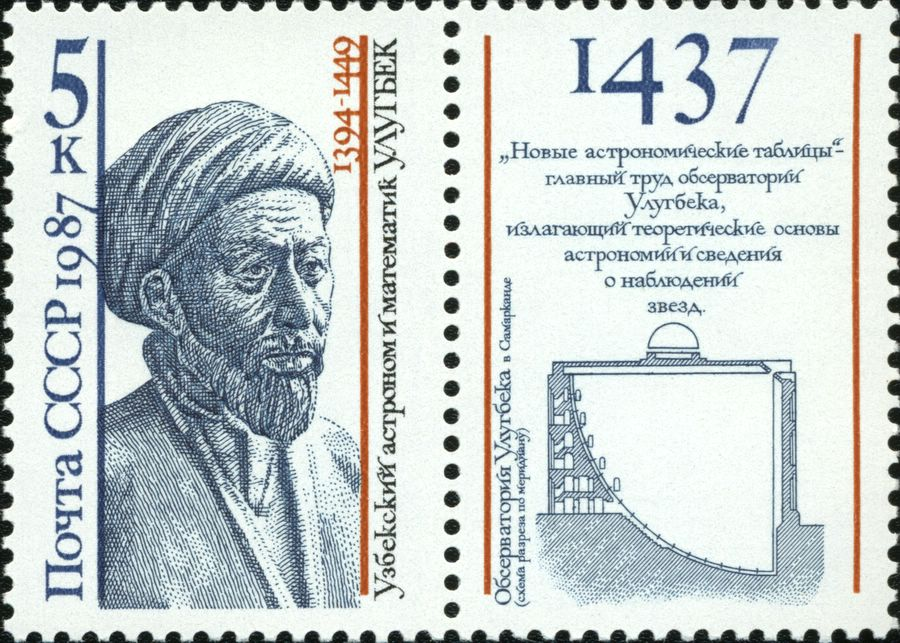
1987년 소련의 우표에 표현된 울루그 베그와 그의 천문대의 운용 방식. 울루그 베그는 중세 이슬람 세계의 위대한 천문학자 가운데 한 사람이다. 우표에는 러시아어로 ‘우즈벡의 천문학자이자 수학자, 울룩벡’이라고 적혀있다.

10대의 지배자, 울루그 베그는 제국의 옛 수도를 제국의 지적 활동의 중심지로 바꾸었다. 1417년부터 1420년까지 그는 사마르칸드의 레기스탄 광장에 마드라사를 짓고, 그곳에서 연구할 무슬림 천문학자들과 수학자들을 초빙했다. 이 마드라사는 아직도 남아있다. 천문학자들 가운데 울루그 벡의 가장 유명한 식객은 알리 쿠쉬치(1474년 죽음)이다.
울루그 베그는 사마르칸드의 교외에 3층짜리 천문대를 지었다. 그곳에서는 당대 최신의 관측 기구를 사용하여 매일 천체 관측이 행해졌다. 이 천문대의 유적 일부는 ‘울루그 베그의 천문대’라는 이름으로 오늘날에도 그 자리를 지키고 있으며, 관광 명소 중 하나이다.
울루그 베그 스스로도 천문학, 역사, 문학 등의 분야에서 저술을 남겼다. 그는 역사가로서 《사한국사(四汗國史)》를 남겼다고 하며, 그가 여러 학자들과 함께 제작한 〈울루그 베그의 천문표(天文表)〉(〈귀레겐 천문표〉라고 불리기도 한다.)는 당대 세계에서 가장 정확하다는 평을 듣는다. 이런 덕분에 〈울루그 베그의 천문표〉는 라틴어로도 번역되어 유럽에서도 사용되었다.
한편 울루그 베그는 《코란》의 거의 대부분을 외우고 있었고, 아랍어를 쓸 줄 알았으며, 법학과 논리학, 문장학, 운율학에도 정통했다. 수학이나 천문학에 대한 자질도 매우 뛰어났는데, 그는 때로 마드라사에서 벌어지는 수학과 관련된 토론에 참여했다. 계산 능력도 뛰어나, 말 위에서 특정 시각에 태양의 경도가 어떻게 될지에 대해 분단위로 암산할 수 있었다고 한다. 이러한 울루그 베그를 당대의 사람들은 그가 옥좌에 있는 학자라 하여, 아리스토텔레스의 제자 알렉산드로스 대왕에까지 비유하였다.